# Liga griega de fútbol sala
La Liga Griega de Fútbol Sala es la competición más importante de fútbol sala en Grecia, organizada por la Federación Griega de Fútbol Sala. Está, a su vez, inscrita en la UEFA.
Instaurada en 1997, cuenta con 12 equipos, de los cuales el Athina 90 es el que más veces la ha ganado (10 ocasiones). La Liga se complementa a su vez con la Copa de Grecia.

## Campeones
| Temporada | Campeón                    |
| --------- | -------------------------- |
| 2009/2010 | Athina '90                 |
| 2008/2009 | Athina '90                 |
| 2007/2008 | Athina '90                 |
| 2006/2007 | Athina '90                 |
| 2005/2006 | Athina '90                 |
| 2004/2005 | Athina '90                 |
| 2003/2004 | Athina '90 (sin finalizar) |
| 2002/2003 | Athina '90                 |
| 2001/2002 | Athina '90                 |
| 2000/2001 | Doukas SAC                 |
| 1999/2000 | Athina '90                 |
| 1998/1999 | Kosmos Voria Proastia      |
| 1997/1998 | Athina '90                 |

## Equipos
- Athina 90
- GS Ilioupoli
- Doukas SAC
- Olimpiada A.P.
- Minotavros
- Iniohos
- Neos Aeas Pallinis
- Gipaetoi
- Kosmos Voria Proastia
- Neo Ikonio
- GS Salaminas - Aiakos
- Ermis Rafinas